# Хиастоневрия
Хиастоневрия — нервная система у брюхоногих моллюсков разбросано-узлового типа. У большинства продвинутых представителей этого класса нервные элементы концентрируются на переднем конце тела.
В результате торсии у гастропод изменяется расположение висцеральных нервных стволов, и они образуют перекрёст — висцеральную петлю. В результате этого процесса исходно правый интестинальный ганглий оказывается расположенным над пищеводом, а левый под пищеводом. Это явление называется хиастоневрия. Однако в группах Opistobranchia и Pulmonata происходит возвращение к исходному плану строения нервной системы: у Opistobranchia за счёт деторсии, а у Pulmonata за счёт смещения ганглиев вперёд. Имеется 5 пар ганглиев: церебральная (головная), педальная (ножная), плевральная (мантийная), париетальная (дыхательная), висцеральная (внутренние органы). Органы чувств: глаза, осфрадии, органы осязания, края мантии.